# Terrence Ross
Terrence James Elijah Ross (* 5. Februar 1991 in Portland, Oregon) ist ein US-amerikanischer Basketballspieler, der seit 2023 bei den Phoenix Suns in der NBA unter Vertrag steht.

## College
Ross spielte zwei Jahre für die University of Washington. Während der Saison 2011/12 erzielte er 16,4 Punkte, 6,4 Rebounds und 1,4 Assists pro Spiel. Seine Universität brachte es bis ins Viertelfinale des National Invitation Tournament. Ross erzielte dabei 25,5 Punkte und 5,5 Rebounds. Für seine Leistungen wurde er ins All-Pac-12 First Team berufen.

## NBA-Karriere
Im NBA-Draft 2012 wurde Ross an 8. Stelle von den Toronto Raptors ausgewählt. Er nahm im Februar 2013 am Sprite Slam Dunk Contest teil, den er mit 58 % aller Fanstimmen gewinnen konnte. In seinem ersten Jahr für die Raptors erzielte Ross 6,4 Punkte und 2,0 Rebounds pro Spiel. Am 26. Januar 2014 erzielte er beim Spiel gegen die Los Angeles Clippers einen Karrierebestwert mit 51 Punkten. Dies war auch gleichzeitig die höchste Punkteausbeute der Klubgeschichte. Damit teilt er sich den Klubrekord mit Vince Carter, der zuletzt im Jahre 2000 51 Punkte für die Raptors erzielte.
Ross erzielte in seinem zweiten Jahr 10,9 Punkte pro Spiel und erreichte mit Toronto erstmals die Playoffs. Die nächsten beiden Saisons pendelte sich sein Schnitt bei knapp 10 Punkten pro Partie ein, womit er eine wichtige Stütze von der Bank war.
Im Februar 2017 wurde Ross zusammen mit einem Erstrunden-Draftpick für Serge Ibaka zu den Orlando Magic transferiert.

## Erfolge und Auszeichnungen
- NBA Slam Dunk Contest Champion 2013

## Karriere-Statistiken

### NBA

#### Reguläre Saison
| Saison  | Team              | GP  | GS  | MPG  | FG % | 3P % | FT % | RPG | APG | SPG | BPG | PPG  |
| ------- | ----------------- | --- | --- | ---- | ---- | ---- | ---- | --- | --- | --- | --- | ---- |
| 2012–13 | Toronto           | 73  | 2   | 17.0 | .407 | .332 | .714 | 2.0 | 0.7 | 0.6 | 0.2 | 6.4  |
| 2013–14 | Toronto           | 81  | 62  | 26.7 | .423 | .395 | .837 | 3.1 | 1.0 | 0.8 | 0.3 | 10.9 |
| 2014–15 | Toronto           | 82  | 61  | 25.5 | .410 | .372 | .786 | 2.8 | 1.0 | 0.6 | 0.3 | 9.8  |
| 2015–16 | Toronto           | 73  | 7   | 23.9 | .431 | .386 | .790 | 2.5 | 0.8 | 0.7 | 0.3 | 9.9  |
| 2016–17 | Toronto / Orlando | 78  | 24  | 25.1 | .437 | .363 | .831 | 2.6 | 1.1 | 1.1 | 0.4 | 11.0 |
| 2017–18 | Orlando           | 24  | 20  | 25.0 | .398 | .323 | .750 | 3.0 | 1.6 | 1.1 | 0.5 | 8.7  |
| 2018–19 | Orlando           | 81  | 0   | 26.5 | .428 | .383 | .875 | 3.5 | 1.7 | 0.9 | 0.4 | 15.1 |
| 2019–20 | Orlando           | 69  | 0   | 27.4 | .403 | .351 | .853 | 3.2 | 1.2 | 1.1 | 0.3 | 14.7 |
| 2020–21 | Orlando           | 46  | 2   | 29.3 | .412 | .337 | .870 | 3.4 | 2.3 | 1.0 | 0.5 | 15.6 |
| 2021–22 | Orlando           | 63  | 0   | 23.0 | .397 | .292 | .862 | 2.6 | 1.8 | 0.4 | 0.2 | 10.0 |
| Gesamt  | Gesamt            | 670 | 178 | 24.8 | .417 | .361 | .839 | 2.8 | 1.3 | 0.8 | 0.3 | 11.2 |

#### Play-offs
| Saison  | Team    | GP | GS | MPG  | FG % | 3P % | FT % | RPG | APG | SPG | BPG | PPG  |
| ------- | ------- | -- | -- | ---- | ---- | ---- | ---- | --- | --- | --- | --- | ---- |
| 2013–14 | Toronto | 7  | 7  | 22.6 | .298 | .167 | .600 | 2.0 | 0.3 | 0.9 | 0.4 | 5.0  |
| 2014–15 | Toronto | 4  | 4  | 26.8 | .379 | .333 | .000 | 1.5 | 1.0 | 0.8 | 1.0 | 7.0  |
| 2015–16 | Toronto | 20 | 0  | 16.8 | .387 | .328 | .650 | 1.6 | 0.6 | 0.7 | 0.3 | 6.3  |
| 2018–19 | Orlando | 5  | 0  | 29.2 | .370 | .343 | .824 | 3.6 | 1.4 | 1.2 | 0.4 | 13.2 |
| 2019–20 | Orlando | 5  | 0  | 27.0 | .469 | .333 | .857 | 4.4 | 1.0 | 0.8 | 0.2 | 16.4 |
| Gesamt  | Gesamt  | 41 | 11 | 21.5 | .387 | .310 | .750 | 2.2 | 0.7 | 0.8 | 0.4 | 8.2  |